# Polygonoideae
A Polygonoideae a szegfűvirágúak (Caryophyllales) rendjében a keserűfűfélék (Polygonaceae) családjának egyik alcsaládja mintegy 28 nemzetséggel és 800 fajjal. Jellemző rájuk a fészekpikkelyek (involucre) hiánya és a pálhakürtő (ochrea) megléte.

## Nemzetségek és fajsorok
- Aconogonon
- Afrobrunnichia
- Atraphaxis
- Bistorta
- Calligonum
- Emex
- pohánka (Fagopyrum)
- Fallopia
  - Fallopia
  - Parogonum
  - Sarmentosae
  - japánkeserűfű (Reynoutria)
- Gymnopodium
- Homalocladium
- Knorringia
- tundrakeserűfű (Koenigia)
- Leptogonum
- Muehlenbeckia
- Nemacaulis
- Neomillspaughia
- Oxygonum
- Oxyria
- Parapteropyrum
- keserűfű (Persicaria)
- Podopterus
- Polygonella
- keserűfű (Polygonum)
- Pteropyrum
- rebarbara (Rheum)
- lórom (sóska, Rumex)
- Symmeria

A közép-európai szakirodalom többsége a japánkeserűfű fajsorrá átminősítését nem vette át, és azt továbbra is (Reynoutria néven) önálló nemzetségnek tekinti.